# Liste von Persönlichkeiten der Stadt Klingenthal

Wappen der Stadt Klingenthal

Die Liste von Persönlichkeiten der Stadt Klingenthal enthält Personen, die in der Geschichte der sächsischen Stadt Klingenthal eine nachhaltige Rolle gespielt haben. Es handelt sich dabei um Persönlichkeiten, die hier geboren sind oder hier gewirkt haben.
Für die Persönlichkeiten aus den nach Klingenthal eingemeindeten Ortschaften siehe auch die entsprechenden Ortsartikel.

## Söhne und Töchter der Stadt
- Johann Wilhelm Rudolph Glier (1793–1873), Instrumentenbauer
- Christian Gottlob Meinel (1812–1891), Volksschullehrer, Politiker und Mitglied des Sächsischen Landtags
- Edmund Meinel (1864–1943), Fabrikant
- Richard Grimm-Sachsenberg (1873–1952), Maler, Radierer und Kupferstecher aus Untersachsenberg
- Friedrich Meinel (vor 1877–1911), Spielzeugfabrikant und weltweit tätiger Versandhändler
- Max Hess (1878–1975), Musiker, (Solo-)Hornist und Schlaraffe (Schlaraffia)
- Fritz Rauda (1879–1945), Architekturprofessor
- Paul Krause (1880–1946), Komponist und Organist
- Otto Ludwig (* 1880; † unbekannt), Instrumentenbauer und Musiker
- Ernst Uebel (1882–1959), Komponist und Musiker
- Max Schlosser (1894–1968), Politiker und Stadtverordneter
- Paul Geipel (* 1897), Oberbürgermeister von Aue, geboren in Zwota
- Karl Möckel (1901–1948), SS-Oberführer
- Walter Glaß (1905–1981), Nordischer Kombinierer
- Werner Schmiedel (1906–1946), Elektroingenieur, Unternehmer und nationalsozialistischer Funktionär, geboren in Zwota
- Eva Marie Schlenzig (* 1908), Malerin und Grafikerin
- Kurt Körner (1912–1940/1945), Skispringer
- Hanns-Albert Steger (1923–2015), Kulturanthropologe
- Gerhard Mattner (1924–1976), Politiker (DBD)
- Hermann Levinson (1924–2013), Biologe und Physiologe
- Gerhard Glaß (1927–2010), Nordischer Kombinierer und Skispringer
- Wolfgang Eger (1928–2005), Historiker, Archivar und Autor
- Harry Glaß (1930–1997), Skispringer
- Enno Röder (1935–2019), Skilangläufer
- Günter Flauger (* 1936), Nordischer Kombinierer
- Anna Unger (* 1944), Skilangläuferin
- Wolfgang Eßbach (* 1944), Soziologieprofessor
- Bernd Karwofsky (1945–2023), ehemaliger deutscher Skispringer
- Claus Asendorf (* 1946), ehemaliger Richter am Bundesgerichtshof
- Ralph Pöhland (1946–2011), Skisportler (Nordische Kombination)
- Karlheinz Steinmüller (* 1950), Diplomphysiker und Science-Fiction-Autor
- Rolf Biebl (* 1951), Bildhauer und Maler
- Rolf Keil (* 1955), Politiker (CDU) und seit 2015 Landrat des Vogtlandkreises
- Hans-Georg Tannhäuser (* 1958), evangelischer Pastor, Theologe, Missionar und Missionswissenschaftler
- Uwe Dotzauer (* 1959), Skisportler (Nordische Kombination)
- Rolf Thomas Lorenz (* 1959), Komponist und Musikpädagoge
- Marlies Rostock (* 1960), Skilangläuferin
- Mandy Herrmann (* 1964), Malerin
- André Köhler (* 1965), ehemaliger Fußballspieler
- Heike Wezel (* 1968), ehemalige Skilangläuferin

## Persönlichkeiten, die mit der Stadt in Verbindung stehen
- Christoph Carl von Boxberg (1629–1699), Bergrat und Berghauptmann im Neustädtischen und im Vogtländischen Kreis
- Julius Berthold  (1845–1934), Maschinenfabrikant
- Richard Helmrich (1869–1931), Pädagoge und Stenograf; Gründer des Ortsmuseums in Klingenthal (1894)[1]
- Christa Meinel (1938–2017), Skirennläuferin
- Karl-Heinz Schmidt (1938–2016), Pfarrer (1984 bis 1999 in Klingenthal) und Mundartautor
- Eberhard Diepgen (* 1941), wurde als Kind während des Zweiten Weltkriegs nach Klingenthal evakuiert
- Kurt Demmler (1943–2009), Liedermacher und Texter, lebte ab 1956 im Ort
- Heinz Wosipiwo (* 1951), Trainer am Landesleistungszentrum in Klingenthal
- Birgit Klaubert (* 1954), Politikerin (Die Linke)
- Klaus Ostwald (* 1958), Skiflugweltmeister 1983
- Remo Lederer (* 1968), Skispringer
- Enrico Bräunig (* 1971), Politiker (SPD), 2010–2012 Bürgermeister der Stadt Klingenthal
- Nico Müller (* 1982), Opernsänger und Gesangspädagoge